# Zákožka svrabová
Zákožka svrabová (Sarcoptes scabiei L., 1758) je parazitický roztoč, který způsobuje onemocnění zvané svrab (sarkaptóza, lid. prašivina). Jedná se o ektoparazita z čeledi zákožkovitých (Sarcoptidae), který žije ve svrchních vrstvách kůže, kde si vrtá chodbičky způsobující svědění. Živí se tkáňovým mokem a uvolněnou rohovinou. Do chodbiček též ukládá vajíčka, ze kterých se později líhnou larvy. S. scabiei parazituje u lidí a asi 47 dalších savců ze sedmi různých řádů po celém světě. Z domácích zvířat se vyskytuje nejčastěji u psů a prasat. Jedná se o jednoho z nejvíce patogenních parazitických roztočů vůbec, a zejména u volně žijících psovitých šelem (např. liška, vlk, kojot) mohou masivní invaze dosáhnout značné mortality.

## Vývoj
Samečci žijí na povrchu kůže nebo v mělkých chodbičkách. Zde dochází ke kopulaci, po níž odumřou. Samičky se zavrtávají pomocí klepítek (chelicer) do vrstev pokožky stratum spinosum nebo stratum granulosum, kde žijí tři až šest týdnů. Za života nakladou asi padesát 160–190 × 84–103 µm velkých vajíček do vyvrtaných chodbiček. Vývojový cyklus trvá 12 až 21 dnů. Vývoj obou pohlaví probíhá přes jedno larvální a dvě nymfální stadia.
Z vajíček se po třech až pěti dnech líhnou larvy, které jsou asi 140–210 µm dlouhé a 100–160 µm široké, mají tři páry končetin a žijí převážně ve vyvrtaných chodbičkách.
Larvy se postupně mění na tzv. nymfální stadia (protonymfa, tritonymfa), která mají již čtyři páry končetin jako dospělí jedinci (imaga), jsou však menší a pohlavně nediferencovaná. Protonymfa je 180–300 µm dlouhá a 130–250 µm široká, tritonymfa 180–300 µm dlouhá a 160–270 µm široká.

## Systematika
V odborné literatuře existují dva různé přístupy k systemizaci poddruhů zákožky svrabové. Jednotlivé poddruhy jsou morfologicky prakticky nerozeznatelné, přičemž rozsah jejich hostitelů je omezen. Za příznivých podmínek se však mohou přenést i na jiného hostitele, kde většinou způsobí jen dočasné onemocnění. Z tohoto důvodu jsou jednotlivé poddruhy (resp. druhy) zákožek přiřazovány podle autora buď jednomu, nebo více živočišným druhům hostitelů.

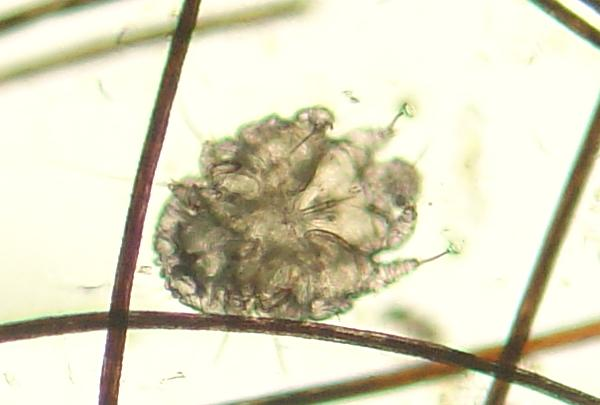
Zákožka svrabová u psa (Sarcoptes scabiei var. canis též Sarcoptes canis)

Podle jednoho přístupu jsou všechny zákožky svrabové považovány za příslušníky jednoho druhu Sarcoptes scabiei a jednotlivé poddruhy jsou pojmenovány podle odpovídajícího hostitele (např. Sarcoptes scabiei var. hominis – zákožka svrabová lidská; Sarcoptes scabiei var. canis – zákožka svrabová psí atd.).
Podle jiného přístupu odpovídají jednotlivým hostitelům samostatné druhy zákožek, např. Sarcoptes scabiei – zákožka svrabová lidská, Sarcoptes canis – zákožka svrabová psí, Sarcoptes equi – zákožka svrabová koňská atd.

## Svrab lidský
U člověka je původcem zákožka Sarcoptes scabiei var. hominis (Sarcoptes scabiei). Projevuje se nepříjemným svěděním a kožními změnami v podobě oděrek (exkoriací), pupínků a skvrn. Šíří se hlavně v kolektivech, kde žijí lidé v těsném kontaktu (rodiny, jesle, internáty, domovy seniorů, nemocnice, sociální ústavy). Nejčastější cesta přenosu je mezi sexuálními partnery. Imunitně oslabení jedinci mohou být k nákaze náchylnější. U člověka, který je nakažen poprvé, se nákaza neprojeví ihned, může uplynout i několik týdnů, než se objeví první kožní příznaky. U osob s opakovanou nákazou se příznaky objevují dříve. 
Nejprve mírné pocity svědění se stupňují zejména v noci na lůžku a při prohřátí těla (sport), kdy zákožky zvyšují svou aktivitu. Samičky lezou po kůži, během několika minut se do ní zavrtávají a ve spodních vrstvách kůže si razí chodbičky, ve kterých každý den kladou 1 až 2 vajíčka. Z nich se líhnou larvy, které žijí na povrchu těla. Z larev se během 18 až 23 dnů vyvinou nové samičky, které se opět zavrtávají nebo se mohou přenést na dalšího hostitele.
V České republice byl v roce 2023 zaznamenán vzestup počtu nakažených oproti předchozím letům. Svrab patří mezi nejčastější nemoci z povolání a je nejrozšířenějším profesním onemocněním mezi zdravotníky.

## Svrab prasete divokého
Původcem svrabu prasete divokého je roztoč Sarcoptes scabiei var. suis (Sarcoptes suis). Je jednou z nejmenších zákožek, samička je dlouhá 0,4–0,5 mm a široká 0,3–0,4 mm, sameček je asi o třetinu menší. K nakažení dochází po kontaktu s nemocným zvířetem, případně po kontaktu s předmětem, čerstvě infikovaným nemocným zvířetem (zálehy, otěrové stromy, krmná zařízení). Selata se infikují od matky.
K propuknutí onemocnění dochází především v oblastech s vysokou populační hustotou černé zvěře či u divokých prasat držených v oborních či farmových chovech s nízkou úrovní hygieny a kvantitativně či kvalitativně špatnou výživou. Výskyt svrabu u černé zvěře ve volnosti byl zjištěn např. v roce 2008 v okresech Litoměřice či Příbram; v oborních, resp. farmových chovech černé zvěře byl svrab opakovaně zjištěný v letech 2009 a 2010 na jižní Moravě.
Onemocnění začíná většinou na hlavě v okolí očí, na ušních boltcích, na spodní straně břicha či na vnitřních plochách předních končetin a v pokročilých případech se může rozšířit téměř na celý povrch těla. Na postižených místech vypadává srst, dochází ke zvýšené sekreci lymfy, tvorbě typických strupovitých nálepů a vzniká tzv. papulózní (též papulární) dermatitida. V důsledku silné svědivosti a následného úporného škrabání vznikají drobná poranění kůže, následně pokrytá strupy, dochází ke zhrubnutí kůže a vzniku kožních řas. Poranění kůže jsou často komplikována sekundární bakteriální infekcí. Kvůli silnému svědění jsou nemocná zvířata neklidná, zhoršuje se jejich tělesná kondice a v důsledku zánětlivých procesů v kůži dochází k zaostávání v růstu, hubnutí a u selat může docházet i k úhynům.
Dospělá zvěř v dobré kondici dokáže klinické příznaky onemocnění překonat, často však zůstává zdrojem infekce pro ostatní zvěř.
Choroba je přenosná na člověka, u kterého dochází k obdobným příznakům, původce onemocnění (Sarcoptes suis) se však u člověka dále nerozmnožuje a onemocnění během několika týdnů odezní.
Diagnostika svrabu u divokých prasat je založena na parazitologickém vyšetření kožních seškrabů, možné je také serologické vyšetření ELISA testem.
Léčba svrabu u volně žijící černé zvěře je velmi problematická vzhledem k pohybové, resp. migrační aktivitě divokých prasat, znemožňující opakované podání léčiva v několika po sobě následujících dnech. V oborních chovech lze svrab úspěšně léčit perorální aplikací ivermektinu (CERMIX).

## Svrab (prašivina) lišek

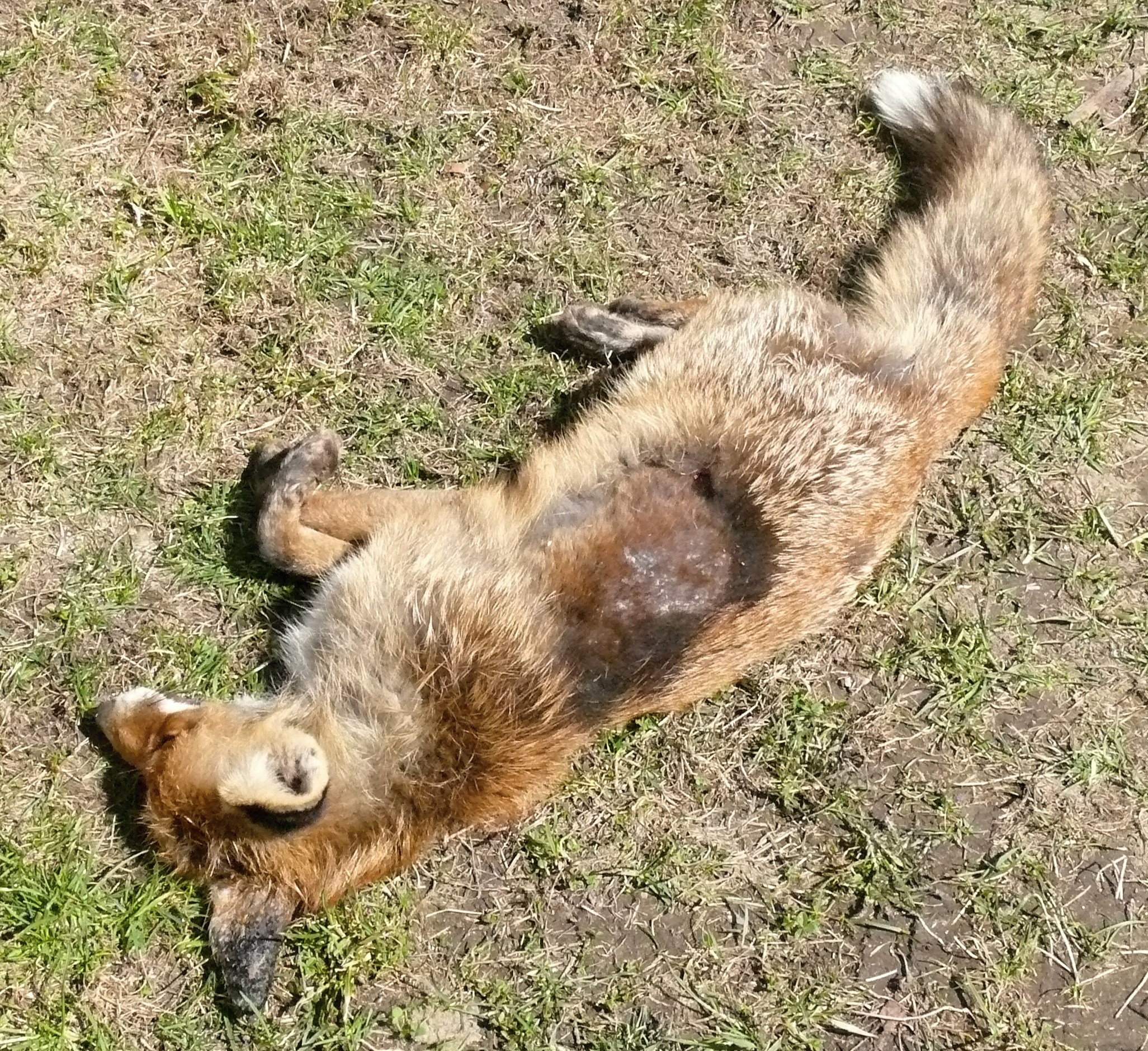
Liška napadená svrabem (2013)

Prašivinu lišek, resp. sarkoptový svrab lišek způsobuje Sarcoptes scabiei var. vulpes (Sarcoptes vulpes). Podle jiného zdroje je jím Sarcoptes scabiei var. canis (Sarcoptes canis). Vývoj zákožky od vajíčka až po pohlavně zralého jedince trvá u samečků dva týdny a u samiček tři týdny. K přenosu dochází většinou tělesným kontaktem, při němž se přenášejí larvy pohybující se po pokožce napadeného jedince. Lišky jsou k prašivině velmi vnímavé, zákožky přednostně osídlují řídce ochlupená místa na spodní straně těla, ale také ušní boltce, okolí loketního a hlezenního kloubu a oháňku. Při generalizovaném průběhu onemocnění se zákožkami vyvolané změny mohou vyskytovat po celém povrchu těla. V pokročilém stadiu dochází k plošnému prořídnutí až vypadávání srsti. Objevují se oděrky a dochází k povrchovému krvácení. Postupně dochází ke ztluštění kůže, zvýšení sekrece lymfy, vznikají zánětlivá ložiska (papuly) s následnou tvorbou strupů. Průvodním znakem onemocnění je vysoká svědivost, zvířata se snaží postižená místa škrabat, olizovat či vykusovat. Nemocné lišky hubnou a v průběhu tří měsíců hynou.
Onemocnění je přenosné na psy, vlky, kočky a člověka.
Léčba se neprovádí. Vzhledem k vysoké nakažlivosti onemocnění a možnosti přenosu na psy je nutné zamezit kontaktu loveckých psů s uhynulou či ulovenou „prašivou“ liškou. U člověka může dojít k infekci těmito zákožkami (většinou po kontaktu s nemocným psem), po přerušení kontaktu však vymizí do čtyř týdnů. Prašivina se výrazně podílí na regulaci početních stavů lišek, pokles výskytu tohoto onemocnění v některých oblastech se dává do souvislosti s tzv. „plošným odčervováním spárkaté zvěře“ preparátem CERMIX s obsahem ivermektinu, který se tímto způsobem dostává do potravních řetězců volně žijící zvěře.

## Svrab (prašivina) kamzíků
Prašivina kamzíků je rozšířena hlavně v Alpách (Rakousko, Švýcarsko, Slovinsko). Původcem je zákožka Sarcoptes scabiei var. rupicaprae (Sarcoptes rupicaprae), která může cizopasit rovněž u kozorožců a koz domácích.